# 庫奇尼夫卡
51°43′14″N 31°54′47″E / 51.72056°N 31.91306°E
庫奇尼夫卡（烏克蘭語：Кучинівка）是位於烏克蘭北部切爾尼戈夫州裏科留基夫卡區的村莊，始建於1750年，面積12.44平方公里，海拔高度122米，2023年人口997，人口密度每平方公里130.7人。